# 斯涅日諾戈爾斯克
69°12′N 33°14′E / 69.200°N 33.233°E
斯涅日諾戈爾斯克（羅馬化：Snezhnogorsk）是俄羅斯摩爾曼斯克州北部的一個保密行政區，位於摩爾曼斯克以西26公里。2002年人口12,737人。
建於1970年，是俄羅斯修理和處理核子潛艇的地方之一。曾經使用過摩爾曼斯克-60（Мурманск-60）的名稱。